# Hylaeus melanosoma
Hylaeus melanosoma là một loài Hymenoptera trong họ Colletidae. Loài này được Cockerell mô tả khoa học năm 1920.